# Madoka Kaname
Madoka Kaname (鹿目 まどか?, Kaname Madoka) è il personaggio eponimo della serie televisiva anime Puella Magi Madoka Magica, diretta da Akiyuki Shinbō e sceneggiata da Gen Urobuchi e andata in onda nel 2011.
Appare come una ragazza di 14 anni timida e gentile, che inizialmente trascorre una vita normale e felice, ma successivamente si trova di fronte alla decisione di diventare una ragazza magica. Nel film sequel Puella Magi Madoka Magica - Parte 3 - La storia della ribellione, Madoka combatte insieme alle altre ragazze magiche contro dei nuovi mostri chiamati "Nightmare". Appare nella maggior parte dei media correlati a Puella Magi Madoka Magica, inclusi manga, light novel e videogiochi.
Il personaggio è stato ideato dal creatore della serie Gen Urobuchi, e il suo design è stato realizzato da Ume Aoki. In giapponese è interpretata dalla doppiatrice Aoi Yūki, mentre in italiano da Joy Saltarelli.
Il personaggio di Madoka è stato generalmente ben accolto dal pubblico: i critici hanno infatti elogiato l'evoluzione del personaggio e le sue relazioni con gli altri personaggi della serie, in particolare il suo rapporto con Homura Akemi. Tuttavia, ha anche ricevuto critiche per il fatto di apparire debole e priva di sviluppo fino agli episodi finali della serie. Madoka si è classificata in posizioni elevate in numerosi sondaggi di popolarità condotti da riviste specializzate e siti web come Newtype e NHK.

## Creazione e sviluppo
Nell'incontro di pianificazione iniziale del franchise di Puella Magi Madoka Magica, iniziato come una serie televisiva anime nel 2011, lo scrittore Gen Urobuchi propose che l'eroina della serie fosse una ragazza con una personalità «allegra e idealista». Madoka era pertanto un personaggio insolito per il suo stile di scrittura e si adattava maggiormente alla visione del mondo della character designer Ume Aoki. Al fine di incorporare un «personaggio esterno che non esisteva dentro [di lui]», Urobuchi ha scritto la sceneggiatura iniziale come se Yuno, il personaggio principale della serie manga di Aoki Hidamari Sketch, fosse la protagonista. La personalità del personaggio è stata specificamente progettata come un «personaggio di Ume Aoki», mentre altri personaggi del cast, come Homura Akemi e Sayaka Miki, sono più tipici dello stile di Urobuchi. Urobuchi avrebbe in seguito affermato che l'idea di base della storia era «Homura cerca di salvare Madoka», e pertanto creò le caratteristiche di Madoka e Homura in contrasto tra loro. Il compleanno di Madoka, il 3 ottobre, è stato scelto in quanto era la data di creazione del file della proposta di progetto iniziale della serie.

### Design
Madoka è stata progettata da Ume Aoki, che inizialmente aveva utilizzato la protagonista del suo manga Hidamari Sketch, Yuno, come prototipo. Sebbene il colore del tema di Madoka fosse inizialmente bianco, cosa che era stata suggerita da Urobuchi nella bozza della serie, Aoki se ne dimenticò durante la progettazione del personaggio e ne cambiò il colore principale in rosa. Aoki avrebbe in seguito affermato che in termini di character design, la difficoltà di disegnare Madoka era maggiore di quella di Sayaka Miki e Kyoko Sakura, in particolare a causa della doppia coda di cavallo dei capelli di Madoka.
Dopo aver visto il character design, il presidente dello studio di animazione SHAFT Mitsutoshi Kubota, ritenne che fosse positivo che il team di produzione si fosse messo alla prova con un nuovo stile, ma ciò avrebbe portato delle difficoltà nelle fasi di produzione. Aoki avrebbe poi dichiarato che non si aspettava che il suo stile sarebbe stato adattato tale e quale, sebbene avrebbe mantenuto la sensazione del personaggio di Madoka. Inoltre, il team di produzione dell'animazione ha anche cercato di evitare alcune espressioni esagerate, come vestiti stracciati, enormi perle di sudore o emoticon.
Anche la sua forma divina è stata progettata da Aoki. Aoki realizzò il suo costume basandosi sul colore bianco e sui fiori di ciliegio, allungando i capelli e cambiando il colore degli occhi da rosa a oro, così da sottolineare la sua divinità. Tale forma è stata descritta come «la forma definitiva che ha subito una grande evoluzione combattendo lo spazio-tempo infinito»; secondo la guida Puella Magi Madoka Magica The Beginning Story, questa forma era originariamente chiamata "Hyper Ultimate Madoka" nella bozza della serie, ma venne successivamente modificata.

### Doppiaggio
Madoka è interpretata in giapponese da Aoi Yūki. Inizialmente, Urobuchi aveva proposto Kana Asumi come doppiatrice per il personaggio, ma successivamente venne scelta Yūki. In un'intervista con Animate, Yūki ha ricordato la prima produzione della serie e come volesse fare del suo meglio nell'interpretare il ruolo. Ha inoltre affermato di aver intuito fin dall'inizio che la serie sarebbe stata apprezzata da molte persone.
Nel doppiaggio inglese di Madoka Magica, è interpretata da Christine Marie Cabanos. Durante il processo di registrazione, Cabanos ha affermato di avuto difficoltà a non pensare eccessivamente al suo ruolo, ma ha imparato progressivamente a "lasciarsi andare".
Nel doppiaggio italiano, Madoka è interpretata da Joy Saltarelli. La scelta per la doppiatrice è stata presa dai fan della serie tramite un sondaggio online indetto da Dynit, responsabile dell'adattamento, sul sito web AnimeClick.it. Oltre a Joy Saltarelli, vincitrice del sondaggio, gli altri nomi candidati erano Lucrezia Marricchi, Virginia Brunetti ed Emanuela Ionica.

## Apparizioni

### InPuella Magi Madoka Magica
Nella serie animata, Madoka appare come una ragazza di 14 anni gentile che frequenta il secondo anno delle scuole medie. La sua vita cambia quando incontra Kyubey, una creatura felina che si offre di trasformarla in una ragazza magica. Si descrive come una persona senza particolari qualità o talenti speciali e, dopo aver visto la sua compagna di scuola Mami Tomoe combattere contro le Streghe, aspira a diventare una ragazza magica come lei. Dopo aver assistito alla morte di Mami, inizia a dubitare della scelta di diventare una ragazza magica, diventando sempre più titubante quando le viene rivelato il vero costo del ruolo. Kyubey afferma che Madoka ha un potenziale magico molto grande, affermando che con il suo potere potrebbe diventare la salvatrice di tutte le ragazze magiche. Successivamente si scopre che questo potenziale è dovuto al destino che deve portare Madoka, causato dal fatto che la sua compagna di classe Homura Akemi ha ripetuto molteplici volte la stessa linea temporale per cercare invano di salvarla, aumentando conseguentemente il peso del destino di Madoka e conseguentemente il suo potere magico ad ogni ripristino di ciascuna linea temporale.
Nelle linee temporali precedenti, nella sua forma da maga Madoka indossa un vestito rosa e usa un arco per combattere. Come rivelato nel CD "Memories of You", il desiderio espresso nella prima linea temporale è quello di salvare un gatto chiamato Amy. Ad ogni loop temporale, Madoka finisce per trasformarsi in una Strega e morire a seguito dello scontro con la Notte di Walpurgis. Nella linea temporale dell'anime, dopo aver appreso del suo potenziale e del destino delle ragazze magiche, Madoka decide di diventare una ragazza magica, scegliendo come desiderio di poter eliminare qualsiasi Strega prima che questa nasca. In questo modo, prima di trasformarsi in Streghe, le ragazze magiche vanno incontro alla cosiddetta "Legge della Ruota" e svaniscono nel nulla.

## Accoglienza

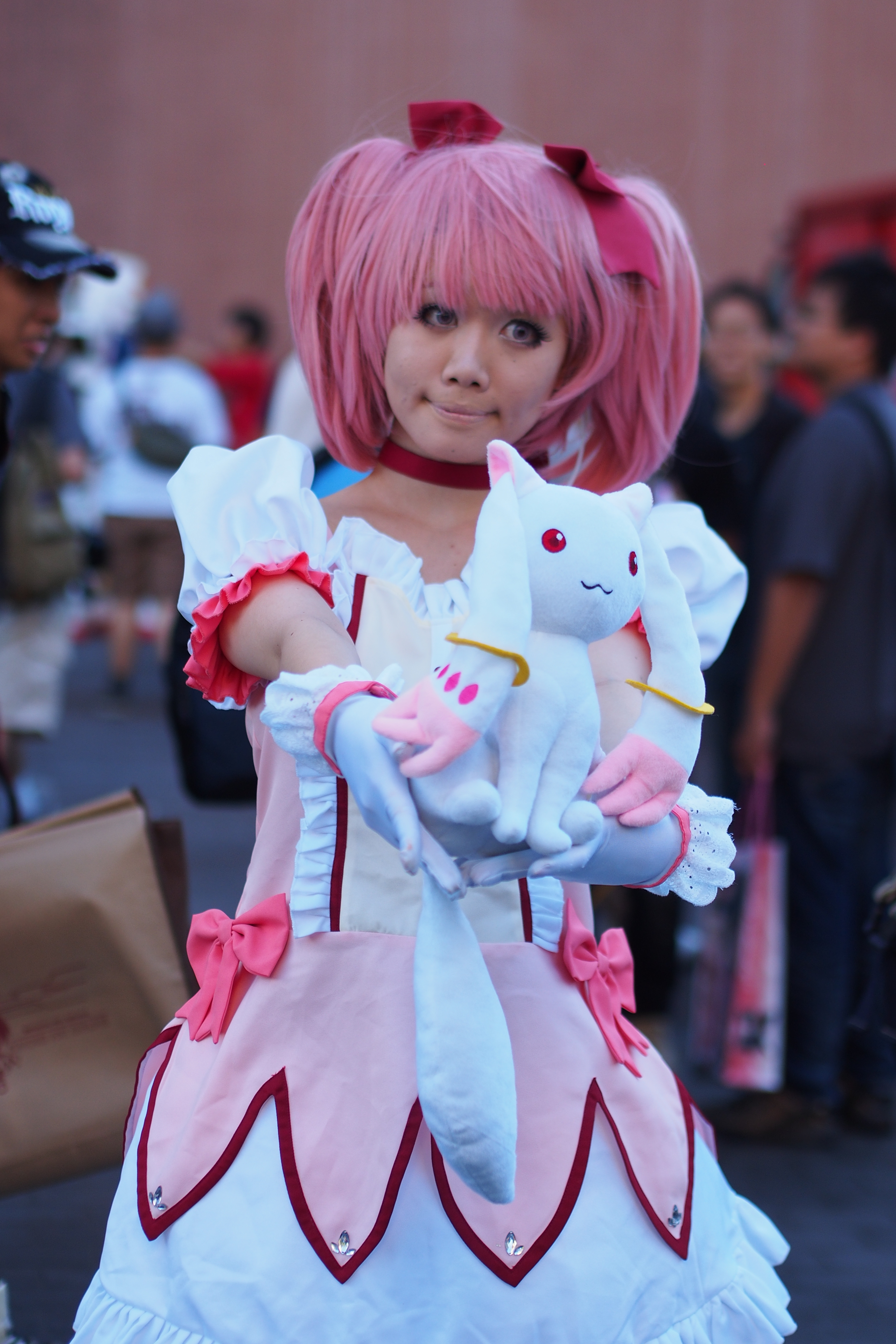
Cosplayer di Madoka con un peluche di Kyubey tra le mani

### Popolarità
Nel 2011, Madoka si è classificata al secondo posto nella categoria Miglior personaggio femminile ai Newtype Anime Awards. Vinse il "Queen Award" al Nikkan Sports del 2012. Nel 2013, Madoka vinse il Saimoe Tournament Award come personaggio anime più "moe" In un sondaggio di NHK condotto nel 2013, Madoka si classificò settima nella top 10 delle eroine degli anime. Nel 2014, i fan di Akihabara elessero Madoka come la loro eroina dai capelli rosa preferita. Nel 2016, Madoka è stata votata come la quinta eroina SHAFT più popolare. L'annunciatrice giapponese del Tokyo Broadcasting System Misato Ugaki realizzò un cosplay di Madoka nel 2018. Fu inoltre votata come il personaggio di ragazza magica più incantevole in un sondaggio del 2016 di Charapedia. Gli utenti del sito web giapponese Goo Ranking nominarono Madoka sesto miglior arciere anime nel 2018. Nel 2020, Madoka fu riconosciuta come la migliore ragazza magica in un sondaggio del sito web Anime! Anime!, con un 15% di voti. In un sondaggio di Anime Trending News del 2020, Madoka venne votata come secondo miglior personaggio anime femminile dell'inverno 2011 dietro solamente a Homura, e l'ottavo miglior personaggio femminile dell'anno (2011) in totale.
La sua doppiatrice, Aoi Yūki, ha anche vinto diversi premi per la sua interpretazione del personaggio, tra cui il Seiyū Award 2012 come migliore doppiatrice in un ruolo principale, così come il Newtype Anime Award come miglior doppiatrice e il premio come miglior doppiatrice di un personaggio principale femminile ai Nikkan Sports. In un sondaggio del sito web Anime! Anime! sui personaggi doppiati da Aoi Yūki preferiti dai fan, Madoka si è piazzata al quarto posto.

### Critica
Il personaggio di Madoka è stato ben accolto dalla critica. Juliet Kahn di Looper ha apprezzato il modo in cui Madoka si fosse sviluppata «da giovane ragazza ingenua in una pedina terrorizzata» e ha elogiato il personaggio per aver realizzato il suo potenziale ed aver trasformato il suo mondo in un luogo migliore, affermando che «lo slancio che questo crea si fa sentire sul livello più viscerale, catapultando lo spettatore dall'orrore alla soggezione in un solo episodio». Il recensore di T.H.E.M. Anime Jacob Churosh ha dichiarato «è [..] facile vedere Madoka come una ragazza inutile, codarda e con poca autostima - ma ci sono momenti in cui vediamo che non è così e che questo tipo di disperazione è nuovo per lei e sa che c'è qualcosa che non va nel suo atteggiamento». Tim Jones, giornalista dello stesso sito, tuttavia, ha criticato aspramente il personaggio per essere debole e per avere «poco sviluppo fino alla fine della serie». Jones ha ulteriormente criticato il personaggio per aver passato «la maggior parte della serie a sentirsi dire cosa fare» e a «piangere quando accadono cose brutte ai suoi amici». James Beckett di Anime News Network ha dichiarato che sebbene Madoka «potrebbe essere stata un personaggio in gran parte passivo» per la maggior parte degli episodi della serie, «la sua profonda e complessa risonanza emotiva con ogni altro personaggio l'ha resa un filo conduttore vitale nella tessuto della storia». Zac Bertschy, dello stesso sito, ha affermato che Madoka «non avesse molto da fare» nei primi episodi e credeva che avrebbe potuto svolgere un ruolo più importante in essi. Tuttavia, ha elogiato la sua trasformazione e caratterizzazione "intensa" per gli ultimi episodi, affermando che «finisce per giustificare tutti i dubbi su se stessa che il personaggio di Madoka attraversa negli episodi precedenti» e la chiamò «il concetto stesso di speranza che era «immensamente soddisfacente emotivamente» da guardare.
Anche la relazione di Madoka con Homura è stata accolta positivamente. Jacob Hope Chapman di Anime News Network ha notato quanto sia diventata più potente la relazione tra Madoka e Homura, che considerava anche uno dei maggiori punti di forza del film. Geoff Berkshire ha descritto l'amicizia di Madoka e Homura come «profonda» e «amorevole». David West di Neo ha affermato che Urobuchi «prende la loro amicizia e la capovolge». West ha scritto che è «molto più complicato di una semplice trasformazione da amici in nemici: ne La storia della ribellione prende la loro relazione e la pone di fronte a uno specchio da luna park». Scrivendo per A Cycle, Not a Phase: Love Between Magical Girls in the Trauma of Puella Magi Madoka Magica, Kevin Cooley ha sostenuto che i poteri di Homura non sono semplicemente una «metafora dell'amore tra ragazze magiche», ma «sono letteralmente l'amore tra ragazze magiche» e che le azioni di Madoka creano un mondo «in cui l'amore tra le donne può prosperare senza il controllo di Kyubey». Kory Cerjak di The Fandom Post ha elogiato il lavoro di Christine Marie Cabanos, doppiatrice di Madoka, sottolineando che sebbene all'inizio della serie sembrava «un'adulta che interpreta una studentessa della scuola media», nei film era diventata più attraente e adatta.

### Analisi
Nel libro The Very Soil: An Unauthorized Critical Study of Puella Magi Madoka Magica, Jed A. Blue ha sottolineato come Madoka condivida molte somiglianze con il Bodhisattva Guanyin, una figura della mitologia buddista, poiché Madoka prende la sofferenza di tutte le ragazze magiche portandole in Paradiso. Ha affermato inoltre che Madoka «diventa una forza della natura, un'incarnazione della speranza, dissolvendosi la sua coscienza e il raggiungimento del nirvana». Allo stesso modo, Madoka è stata anche paragonata al personaggio di Gretchen nel Faust di Goethe. Blue ha infatti affermato: «Il desiderio di Madoka di guidare le ragazze magiche lontano dall'essere streghe è parallelo al desiderio di Gretchen di guidare Faust in Paradiso. Madoka assume anche un ruolo di salvatrice e protettrice, simile a quello assunto nel Faust dal principio mariano, divino dell'Eterno femminile, a cui Gretchen è associata».